# Rebutia glomeriseta
Rebutia glomeriseta är en kaktusväxtart som beskrevs av Martín Cárdenas Hermosa. Rebutia glomeriseta ingår i släktet Rebutia och familjen kaktusväxter. Inga underarter finns listade i Catalogue of Life.